# Malden (Gueldre)
Pour les articles homonymes, voir Malden.
Malden est un village de la commune néerlandaise de Heumen, dans la province de Gueldre. Le 1er janvier 2008, le village comptait 11 937 habitants.
La mairie de la commune de Heumen n'est pas située à Heumen mais à Malden.

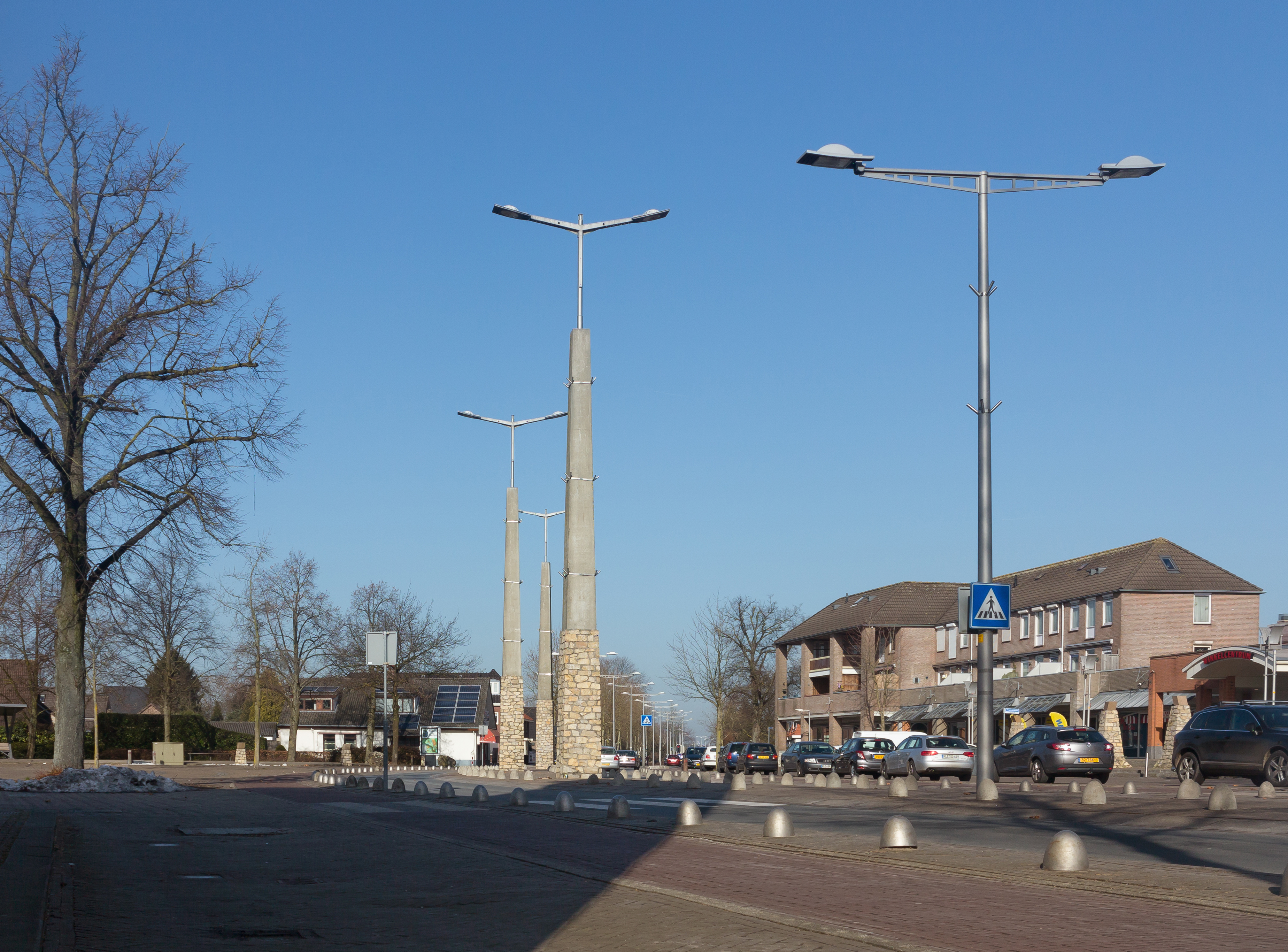
Vue dans la rue: de Rijksweg

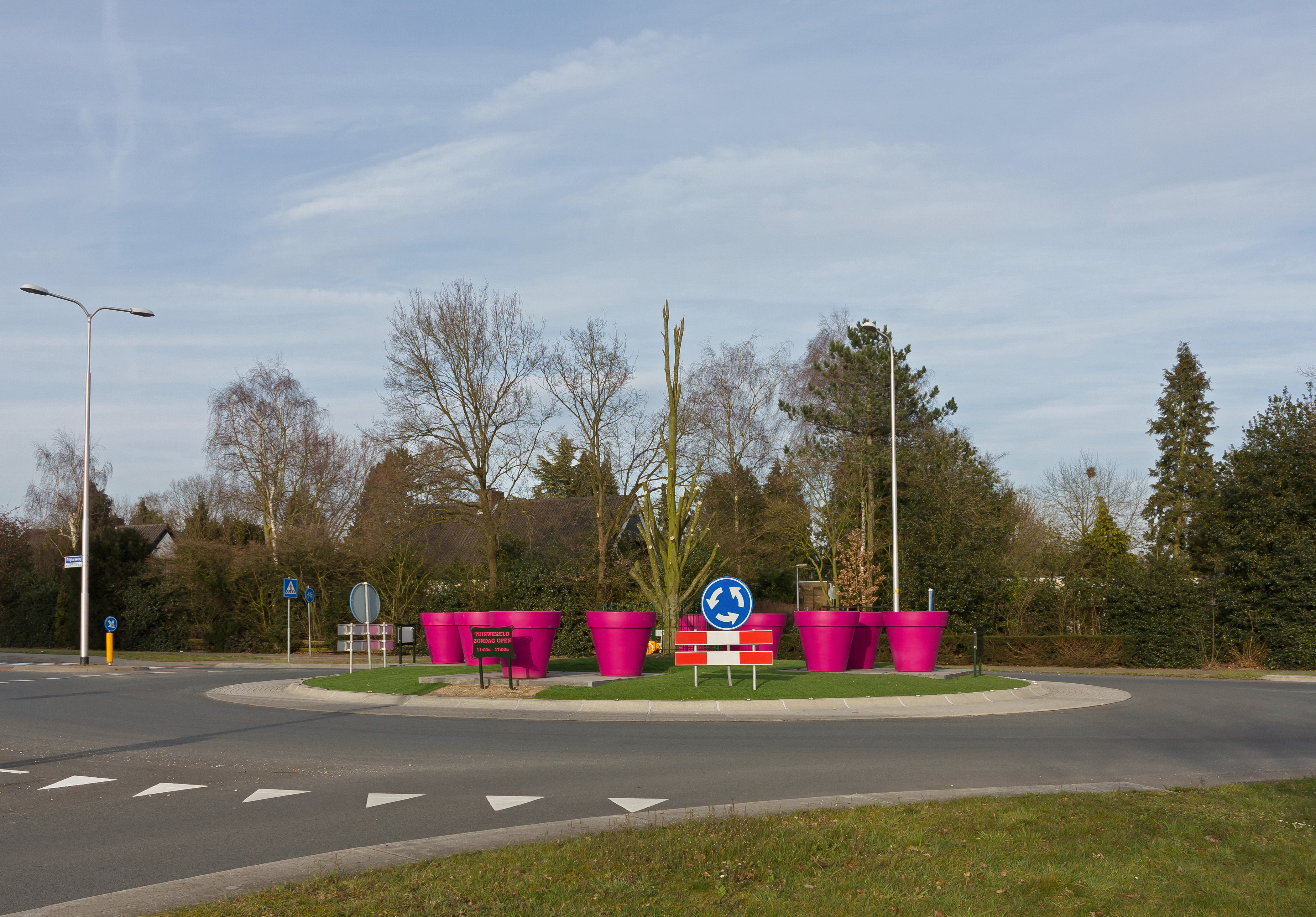
Carrefour giratoire près de rue Grootveldschelaan